# 아를레키노

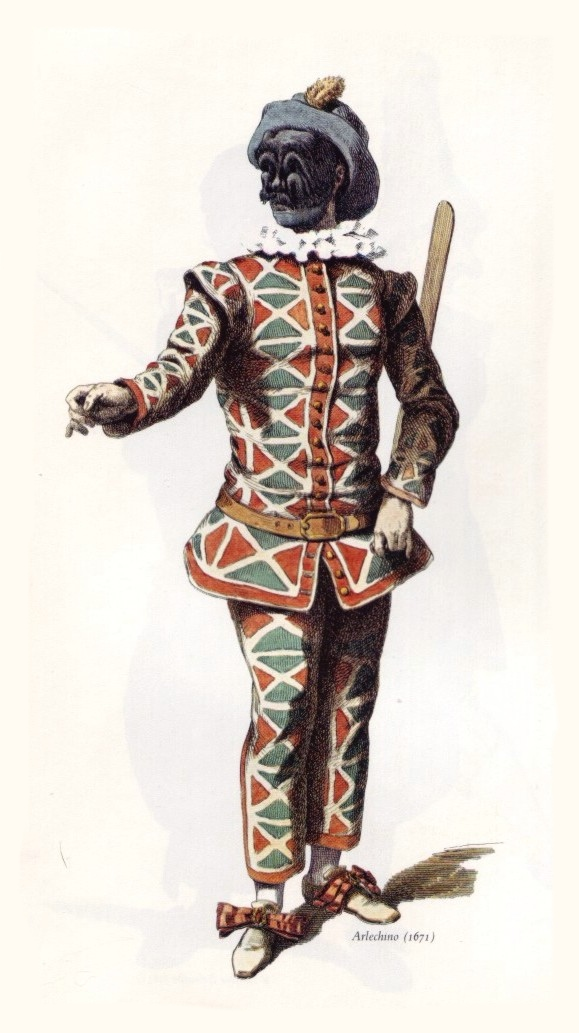
아를레키노

아를레키노(이탈리아어: Arlecchino)는 이탈리아의 희극 콤메디아 델라르테에 등장하는 익살스런 시종이다. 다이아몬드 무늬가 된 옷을 전신으로 감싸 입고 있으며, 교활하고 인기있는 사람으로 등장하는 경우가 많다. 프랑스어로 아를르캥(프랑스어: Arlequin), 영어로는 할리퀸(영어: Harlequin) 등으로 불린다. 16세기 이탈리아의 극단장 잔 가나싸가 도입했다고 전해지며 1584년에서 1585년 사이 배우 트리스타노 마르티넬리(Tristano Martinelli)의 연기로 유명세를 얻게 되었고, 마르티넬리가 사망한 이후인 1630년대에 이르러 정형적 인물로 정착되었다.

## 같이 보기
- 광대
- 할리 퀸
- 궁정 광대
- 조커 (DC 코믹스)